# آمال الزهاوي
آمال عبد القادر صالح الزهاوي (1946 - 13 فبراير 2015)، شاعرة عراقية. ولدت في بغداد. خرّيجة قسم اللغة العربية من كلية الآداب. نشرت آثارها في مختلف المجلات العربية وبدأت تجربتها في الستينيات. من دواوينها الشعرية الفدائي والوحش 1969 والطارقون بحار الموت 1970 ودائرة في الضوء، دائرة في الظلمة 1975. وكان لديها نشاط في مجال الكتابة الادبية أيضا، و كما لها مساهمات في كتابة المقالات السياسية في الصحافة العربية.
 توفيت في بغداد إثر جلطة قلبية ودفنت في مقبرة الشهداء بمنطقة الأعظمية.

## أسرتها
هي آمال عبد القادر صالح محمد فيضي الزهاوي. يرجع نسب الشاعرة إلى عائلة الزهاوي المعروفة على الصعيدين السياسي والأدبي في العراق وهي حفيدة المفتي الشيخ "محمد فيضي" رئيس عائلة الزهاوي.
- عم والدها الشاعر "جميل صدقي الزهاوي".
- عمها الشاعر "إبراهيم أدهم الزهاوي".

## نشأتها
تربت الشاعرة في جو عرف بالأدب والسياسة عائلة الزهاوي لذلك تأثرت وتكونت شخصيتها ضمن هذه المعطيات.

## أعمالها
قامت الزهاوي وزوجها بإنشاء شركة للطباعة تضم دار للنشر باسم شركة عشتار للطباعة والنشر والتوزيع حيث ساهمت بطبع العديد من الأعمال الأدبية للشعراء والأدباء الشباب والوقوف إلى جانبهم في بدايتهم.

## آراؤها السياسية
عرفت الزهاوي وزوجها بآرائهم السياسية المختلفة والجريئة حيث عملا بالسياسة وعُرفا بآرائهم التي كلفتهما الكثير .

## إصداراتها الشعرية
لها مساهمات في كتابة المقالات السياسية في الصحافة العربية وكذلك الريبورتاجات ومن دواوينها
- التداعيات
- يقول قس ابن ساعدة
- الفدائي والوحش
- الطارقون بحار الموت
- إخوة يوسف
- الشتات
- آبار النقمة